# Yngwie Malmsteen
Yngwie Malmsteen, właśc. Lars Yngve Johann Lannerbäck (ur. 30 czerwca 1963 w Sztokholmie) – szwedzki gitarzysta-wirtuoz heavymetalowy, kompozytor, autor tekstów.
W 1981 przeniósł się do USA, gdzie występował w zespołach Steeler i Alcatrazz. Od 1983 kolejne grupy firmował własnym nazwiskiem.
Przedstawił odmianę heavy metalu neoklasycznego o indywidualnym rysie, nadanym poprzez wykorzystanie barokowej harmonii i ekspresyjny styl gry na gitarze. Był kolejnym po Eddie Van Halenie gitarzystą, który dokonał wyraźnego przełomu w technice gry. Charakterystyczne cechy jego stylu to szybkie przebiegi oraz pasaże i ich sekwencje, do wykonywania których inspiracją były kaprysy Niccolò Paganiniego. Od początku swojej kariery używa gitary Fender Stratocaster. Wywarł wpływ na gitarzystów lat 80., szczególnie grających różne odmiany muzyki heavy metal.
W 2004 roku muzyk został sklasyfikowany na 17. miejscu listy 100 najlepszych gitarzystów heavymetalowych wszech czasów według magazynu Guitar World.

## Życiorys

### Dzieciństwo i młodość
Yngwie Malmsteen urodził się 30 czerwca 1963 roku w Sztokholmie. Jego ojciec był wojskowym w stopniu kapitana, natomiast matka, Rigmor, artystką. Yngwie miał dwójkę starszego rodzeństwa, siostrę Ann Louise oraz brata Bjorna. Rodzice rozwiedli się krótko po jego narodzinach.
Yngwie początkowo nie wykazywał zbytniego zainteresowania muzyką. Przełom nastąpił w dniu śmierci Jimiego Hendriksa – 18 września 1970 roku. Yngwie zobaczył wtedy w szwedzkiej telewizji program poświęcony Hendriksowi, wyemitowany w związku z jego śmiercią. Oryginalny styl gry oraz ekscentryczne zachowanie Jimiego na scenie wpłynęło na młodego Yngwiego tak mocno, iż niemal natychmiast chwycił gitarę i zaczął ćwiczyć. Od tego momentu jego życie było skupione prawie wyłącznie na graniu. Ćwiczył całymi dniami, do później nocy, nieraz zasypiając z gitarą w rękach.
W wieku dziesięciu lat postanowił zmienić nazwisko Lannerbäck na nazwisko panieńskie matki – Malmsten, nadając mu przy tym bardziej angielską pisownię – Malmsteen, oraz zmodyfikować swoje imię Yngve na bardziej angielsko brzmiące – Yngwie.
Od tego momentu opuszczał często lekcje w szkole, aby móc w tym czasie ćwiczyć. Jego matka, która zauważyła już wtedy jego muzyczny talent, pozwalała mu na to, wspomagając jednocześnie w doskonaleniu muzycznych umiejętności.
Oprócz wspomnianego już wcześniej Jimiego Hendriksa, do pierwszych jego inspiracji należeli również Ritchie Blackmore z Deep Purple oraz Uli Jon Roth ze Scorpions, gitarzyści rockowi, których gra była inspirowana muzyką poważną. Sprawiło to, iż Yngwie zaczął się bardziej interesować muzyką m.in. takich kompozytorów jak Bach, Vivaldi, Beethoven czy Mozart, z którą miał styczność od wczesnego dzieciństwa za sprawą matki.
Kolejnym ważnym momentem, mającym wpływ na jego grę, był dzień, w którym zobaczył w telewizji łotewskiego skrzypka, Gidona Kremera, wykonującego 24 Kaprysy Niccolò Paganiniego. Yngwie miał wtedy trzynaście lat. To wydarzenie pomogło mu znaleźć sposób na połączenie muzyki rockowej z muzyką poważną.
W wieku piętnastu lat Yngwie przestał uczęszczać do szkoły. Przez jakiś czas pracował jako lutnik w sklepie muzycznym. Gdy pewnego razu do sklepu trafiła XVII wieczna lutnia z wyżłobionymi progami, zaintrygowany tym Yngwie postanowił przerobić w podobny sposób swoją starą gitarę. Rezultat na tyle go usatysfakcjonował, że dokonał takiej modyfikacji również w pozostałych swoich gitarach.
W tym czasie Yngwie próbował swych sił na rodzimej scenie. Przez dwa lata występował w zespole Powerhouse. Ich muzyka była pełna instrumentalnych sekcji, w których Yngwie pokazywał swoją wirtuozerię. Jednak szwedzka publiczność nie przyjęła ich zbyt dobrze.
Gdy Malmsteen skończył 18 lat, zainteresowała się nim szwedzka armia – udało mu się jednak zapobiec poborowi. W tym samym roku wysłał on swoje demo składające się z trzech utworów, nagrane wraz z przyjaciółmi, do szwedzkiej wytwórni CBS. Nagrania nie zostały jednak nigdy wydane. Powodem było między innymi to, iż wytwórnia chciała aby piosenki nagrano jeszcze raz, ale nie w języku angielskim, lecz w szwedzkim. Yngwie nie chciał na to przystać.
Sfrustrowany zaczął wysyłać demo za granicę. Jednym z jego adresatów był Mike Varney, założyciel Shrapnel Music. Varney w tym czasie udzielał się, pisząc artykuły dla magazynu Guitar Player. Dał on pozytywną recenzję Yngwiemu, po czym zaprosił go do pracy w zespole Steeler.

### Lata 80.
W lutym 1983 roku, Yngwie Malmsteen przeprowadził się do Los Angeles, aby przyłączyć się do wspomnianego zespołu. Nie uczestniczył jednak w pisaniu utworów, więc jego udział ograniczał się tylko do partii solowych. Wystarczyło to jednak, aby zwrócono na niego uwagę. Opuścił zespół jeszcze zanim ich debiut trafił do sklepów.
Wspólnie z wokalistą Grahamem Bonnetem utworzyli zespół Alcatrazz. Tym razem to Malmsteen był autorem muzyki, a Bonnett autorem tekstów. Nie usatysfakcjonowało to jednak Yngwiego w pełni i przyczyniło się do podjęcia decyzji o solowej karierze.
Rok później zrealizował swoje plany, wydając album Rising Force pod nazwą zespołu Yngwie J. Malmsteen's Rising Force. Pomimo że album nie był promowany w ogóle w mediach, osiągnął 60 miejsce na liście Billboardu, otrzymał nominację do Grammy w kategorii Best Rock Instrumental Performance, a przez Guitar Playera został uznany za najlepszy album roku. Yngwie Malmsteen kontynuował swoją karierę wydając albumy Marching Out oraz Trilogy i zwiększając coraz bardziej swoją popularność.
Kariera Yngwiego została jednak zagrożona, gdy 22 czerwca 1987 roku swoim Jaguarem E-Type uderzył w drzewo. Uderzenie było na tyle silne, że Malmsteen połamał głową kierownicę. Przebywał w stanie śpiączki przez prawie tydzień. Gdy odzyskał przytomność okazało się, że z powodu uszkodzenia nerwów, stracił władzę w prawej ręce. Nie zamierzał jednak rezygnować ze swojej kariery i zaczął intensywną rehabilitację w celu zregenerowania nerwów. W tym samym roku spotkała go jednak również inna tragedia – jego matka zmarła na raka. Odkrył również, że jego menadżer roztrwonił wszystkie jego pieniądze.
Malmsteenowi udało się jednak powrócić do muzyki i w roku 1988 wydał album Odyssey, na którym zaśpiewał były wokalista Rainbow, Joe Lynn Turner. Pod koniec tego samego roku został wyprodukowany, sygnowany imieniem Malmsteena, Fender Stratocaster. Był to pierwszy, obok Erica Claptona, sygnowany model Fendera.
W lutym 1989 roku Malmsteen zagrał dwa koncerty w Rosji – w Moskwie oraz Leningradzie. Ten drugi został nagrany oraz wydany jako Trial By Fire: Live in Leningrad. Po tej trasie koncertowej rozstał się ze swoim zespołem i przeprowadził do Miami na Florydzie, gdzie skompletował nowy skład i nagrał kolejny album Eclipse.

### Lata 90.
W maju 1991 roku poślubił szwedzką wokalistkę popową Erike Norberg. Ich małżeństwo trwało niecały rok.
Wydany w 1992 roku album Fire & Ice, który najpierw ukazał się w Japonii, okazał się wielkim sukcesem. Już w pierwszym dniu zostało sprzedanych 100 000 jego sztuk i album szybko stał się numerem jeden, osiągając status złotej i platynowej płyty praktycznie w całej Europie i Azji. Pomimo tego, jego sława w Stanach Zjednoczonych zaczynała powoli zanikać, głównie za sprawą popularności innych nurtów w muzyce, takich jak grunge czy nu metal, w których wystrzegano się partii solowych oraz nie wymagano wysokich umiejętności technicznych od artystów.
Rok 1993 okazał się niezbyt szczęśliwy dla Malmsteena. Już pod koniec poprzedniego roku huragan zniszczył jego posiadłość w Miami. W styczniu zmarł na atak serca jego menadżer Nigel Thomas, z którym współpracował przez cztery lata. W lipcu złamał prawą rękę w wypadku, a miesiąc później został aresztowany po tym, jak jego przyszła teściowa, która była przeciwna związkowi swojej córki z nim, oskarżyła go, że groził jej pistoletem, a córkę trzymał wbrew jej woli. Nie znaleziono jednak potwierdzenia tych oskarżeń i podejrzany został wypuszczony. Pod koniec roku, gdy ręka Yngwiego była już w pełni sprawna, podpisał kontrakt z Pony Canyon Records.
Yngwie Malmsteen kontynuował swoją karierę wydając w 1994 roku The Seventh Sign.
Zbudował również studio we własnym domu w Miami, nazwane Studio 308, w którym – jak sam mówił – nie ma ograniczeń czasowych, co pozwalało mu na swobodną pracę.
Następnymi wydawnictwami były Magnum Opus (1995), Inspiration (1996) (zawierający covery zespołów, które były jego inspiracją), Facing the Animal (1997).
W 1996 roku Malmsteen postanowił wydać album zupełnie odmienny od pozostałych i pokazać, że jego talent nie ogranicza się tylko do rockowej wirtuozerii. W międzyczasie, pomiędzy zwykłymi wydawnictwami, pracował nad swoim Concerto Suite, komponując nie tylko partie gitary, ale całej orkiestry. Malmsteen nie chciał, aby album był podobny do kolaboracji innych artystów rockowych z orkiestrami (jak na przykład Concerto for Group and Orchestra zespołu Deep Purple), gdzie zespół grał z akompaniamentem orkiestry, lecz chciał stworzyć dzieło wzorowane na muzyce poważnej, w którym instrumentem solowym będzie gitara elektryczna. W komponowaniu pomagał mu klawiszowiec z jego zespołu, Mats Olausson. W trakcie nagrywania albumu Inspiration, gdy Concerto Suite było praktycznie skomponowane, Mats przebywał za granicą. Malmsteen nawiązał współpracę z Davidem Rosenthalem, który utworzył transkrypcje partii orkiestry oraz nagrał wstępną ich wersje za pomocą syntezatora. Po dograniu partii gitary, Malmsteen stwierdził, że wszystko brzmi doskonale i rozpoczął poszukiwania dyrygenta oraz orkiestry. Spotkał Yoela Leviego, który był dyrygentem Atlanta Symphony Orchestra i w czerwcu 1997 roku z Czeską Filharmonią nagrali razem w Pradze sekcje orkiestry. Po powrocie do Miami, zostały dograne partie gitary i w lutym 1998 ukazał się album Concerto Suite For Electric Guitar and Orchestra in Eb Minor Op. 1.
W miesiąc później, 6 marca, żona Yngwiego, April, urodziła syna, któremu dali imię Antonio (na cześć Antonia Vivaldiego).
W następnych latach Malmsteen kontynuował nagrywanie płyt. Kolejnymi albumami były Alchemy (1999), War to End All Wars (2000) oraz Attack!! (2002).

### XXI wiek
W 2003 roku wyruszył w trasę koncertową G3 wraz z Joem Satrianim i Steve'em Vaiem. Trasa zaowocowała albumem koncertowym oraz DVD. Do współpracy zaprosił go również Derek Sherinian, u którego udzielił się gościnnie na dwóch albumach, gdzie zagrał w tych samych utworach, w których zagrali Al Di Meola czy Zakk Wylde.
Kolejnymi albumami były, wydana w 2005 roku, Unleash The Fury oraz Perpetual Flame z 2008 roku.
W marcu 2009 roku ukazał się w pełni instrumentalny, akustyczny album Angels of Love. Na jego zawartość składają się zaaranżowane akustycznie, znane z poprzednich albumów, utwory artysty (z wyjątkiem jednego, nie publikowanego wcześniej).

## Sprzęt

### Gitary
Yngwie Malmsteen używa głównie gitar Fender Stratocaster. Egzemplarzem, którego używał najczęściej, był kupiony jeszcze
w czasach młodości w Szwecji Stratocaster, którego nieznacznie przerobił, żłobiąc progi oraz dokonując
innych drobnych modyfikacji. Gitara była nazywana "Play Loud" lub też "The Duck" za sprawą naklejek, które się na
niej znajdowały. Była ona bardzo intensywnie eksploatowana, lecz w tej chwili już nie jest używana. Malmsteen używa natomiast jej replik zrobionych przez Fendera specjalnie dla niego. Ponadto używa on gitar Fendera sygnowanych jego imieniem.
Do używanego przez niego sprzętu należą również gitary akustyczne Ovation 2002-AC Acoustic Guitar, Ovation Viper Acoustic Guitar, sitar Coral Sitar oraz wiele innych gitar elektrycznych, jak na przykład Gibson Les Paul czy Flying V.
Malmsteen używa w swoich gitarach przystawek DiMarzio YJM Single Coil Pickups oraz DiMarzio HS-3, które dają słaby
sygnał, co pozwala mu osiągnąć żądane brzmienie.
Jego gitary zachowują strój, nawet przy zbyt intensywnym używaniu ramienia tremolo, dzięki odpowiedniemu założeniu strun.

### Wzmacniacze
Malmsteen używa wyłącznie wzmacniaczy Marshalla. Do najczęściej używanych modeli należą: Marshall JMP-50 MKII Head,
Marshall JMP-100 MKII Head, Marshall Major 200 Watt Head, których używa z zestawami głośników Celestion G12 H30 4X12
Cabs. Ponadto do stosowanych przez niego głośników należą Celestion 12" G12M oraz Greenback Speakers. W czasie koncertów
używany jest również Marshall 6040 400 Watt.

### Efekty
Do najczęściej używanych należą Korg SDD-2000 Digital Delay, Rocktron Hush
IICX Noise Gate, Dunlop Original CryBaby Wah Pedal, Vox Flanger, DOD YJM308 Yngwie Malmsteen Signature Overdrive
Pedal, Fatar Bass Pedals, Boss OC-2 Octave. W skład jego zestawu koncertowego wchodzą również sześciokanałowy mikser Korg KMX-62 oraz moduł świetlny Furman PL-8.

### Kostki, struny, kable
Malmsteen używa kostek o grubości 1,5 mm wyprodukowanych przez firmę Jim Dunlop z jego podpisem.
Używa on zestawu strun sygnowanych jego imieniem, a produkowanych przez firmę Fender.
Malmsteen używa kabli DiMarzio sygnowanych jego imieniem. Ponadto w czasie koncertu używa zestawu bezprzewodowego firmy Samson.
Do najchętniej używanego paska do gitary należy model "Ocelot" produkowany przez DiMarzio.

## Styl
Yngwie Malmsteen jest powszechnie uważany za twórcę metalu neoklasycznego. O ile inspirację z muzyki poważnej czerpało już wcześniej wielu gitarzystów rockowych (m.in. Ritchie Blackmore, Uli Jon Roth, Randy Rhoads) to Malmsteen przedstawił oryginalną odmianę połączenia tych gatunków.
Jego utwory mają skomplikowaną budowę, wzorowaną na dziełach kompozytorów muzyki poważnej, czasem, choć rzadko, z wplecionymi całymi motywami (np. w Icarus' Dream Suite Op. 4). W swoich kompozycjach używa on najczęściej skali molowej harmonicznej i eolskiej (naturalnej) oraz frygijskiej.
Charakterystycznymi elementami gry Malmsteena jest szybka gra staccato, głębokie vibrato oraz technika sweep picking. Czasem używa również tappingu, lecz w nieskomplikowanej technicznie formie, na jednej strunie.
Ważnym aspektem jego gry jest precyzja oraz dokładność wysokości granych dźwięków.
Malmsteen nie używa nigdy po sobie palców serdecznego i małego (nie dotyczy sweep picking).

## Dyskografia

### Albumy studyjne
| 1984 | Rising Force - Data: 5 marca 1984 - Wydawca: Polydor Records                                                                | 19 | 14 | —  | —  | —  | —  |                                |                                |                                |                                |                                |                                |                                |                                |                                |                                |
| 1985 | Marching Out - Data: 30 września 1985 - Wydawca: Polydor Records                                                            | 18 | 9  | —  | 30 | —  | —  |                                |                                |                                |                                |                                |                                |                                |                                |                                |                                |
| 1986 | Trilogy - Data: 4 listopada 1986 - Wydawca: Polydor Records                                                                 | 16 | 18 | —  | 60 | —  | —  |                                |                                |                                |                                |                                |                                |                                |                                |                                |                                |
| 1988 | Odyssey - Data: 8 kwietnia 1988 - Wydawca: Polydor Records                                                                  | 19 | 7  | 17 | 27 | 10 | —  |                                |                                |                                |                                |                                |                                |                                |                                |                                |                                |
| 1990 | Eclipse - Data: 11 kwietnia 1990 - Wydawca: Polydor Records                                                                 | 11 | 12 | 15 | 38 | 19 | 46 |                                |                                |                                |                                |                                |                                |                                |                                |                                |                                |
| 1992 | Fire & Ice - Data: 7 stycznia 1992 - Wydawca: Elektra Records                                                               | 1  | 11 | 30 | 89 | —  | —  |                                |                                |                                |                                |                                |                                |                                |                                |                                |                                |
| 1994 | The Seventh Sign - Data: 9 maja 1994 - Wydawca: Pony Canyon Inc.                                                            | 2  | 11 | 47 | —  | —  | —  |                                |                                |                                |                                |                                |                                |                                |                                |                                |                                |
| 1994 | I Can't Wait (EP) - Data: 1994 - Wydawca: Pony Canyon Inc.                                                                  | 25 | —  | —  | —  | —  | —  |                                |                                |                                |                                |                                |                                |                                |                                |                                |                                |
| 1995 | Magnum Opus - Data: 17 października 1995 - Wydawca: Pony Canyon Inc.                                                        | 9  | 17 | —  | —  | —  | —  |                                |                                |                                |                                |                                |                                |                                |                                |                                |                                |
| 1997 | Facing the Animal - Data: 23 lutego 1997 - Wydawca: Pony Canyon Inc.                                                        | 4  | 39 | —  | —  | —  | —  |                                |                                |                                |                                |                                |                                |                                |                                |                                |                                |
| 1998 | Concerto Suite for Electric Guitar and Orchestra in E flat minor Opus 1 - Data: 12 stycznia 1998 - Wydawca: Canyon Classics | 10 | —  | —  | —  | —  | —  |                                |                                |                                |                                |                                |                                |                                |                                |                                |                                |
| 1999 | Alchemy - Data: 11 października 1999 - Wydawca: Pony Canyon Inc.                                                            | 11 | —  | —  | —  | —  | —  |                                |                                |                                |                                |                                |                                |                                |                                |                                |                                |
| 2000 | War to End All Wars - Data: 7 października 2000 - Wydawca: Spitfire Records                                                 | 20 | —  | —  | —  | —  | —  |                                |                                |                                |                                |                                |                                |                                |                                |                                |                                |
| 2002 | Attack!! - Data: 23 września 2002 - Wydawca: Steamhammer                                                                    | 17 | 37 | —  | —  | —  | —  |                                |                                |                                |                                |                                |                                |                                |                                |                                |                                |
| 2005 | Unleash the Fury - Data: 23 lutego 2005 - Wydawca: Universal Music Group                                                    | 23 | —  | —  | —  | —  | —  |                                |                                |                                |                                |                                |                                |                                |                                |                                |                                |
| 2008 | Perpetual Flame - Data: 13 października 2008 - Wydawca: Rising Force                                                        | 15 | 52 | —  | —  | —  | —  |                                |                                |                                |                                |                                |                                |                                |                                |                                |                                |
| 2009 | Angels of Love - Data: 10 marca 2009 - Wydawca: Rising Force                                                                | 55 | —  | —  | —  | —  | —  |                                |                                |                                |                                |                                |                                |                                |                                |                                |                                |
| 2010 | Relentless - Data: 22 listopada 2010 - Wydawca: Rising Force                                                                | 40 | —  | —  | —  | —  | —  |                                |                                |                                |                                |                                |                                |                                |                                |                                |                                |
| 2012 | Spellbound - Data: 5 grudnia 2012 - Wydawca: Rising Force                                                                   | 40 | —  | —  | —  | —  | —  |                                |                                |                                |                                |                                |                                |                                |                                |                                |                                |
| 2016 | World on Fire - Data: czerwca 2016 - Wydawca: Rising Force                                                                  | 24 | —  | —  | —  | —  | —  |                                |                                |                                |                                |                                |                                |                                |                                |                                |                                |
| 2019 | Blue Lightning - Data: 29 marca 2019 - Wydawca: Wydanie własne                                                              |    |    |    |    |    |    |                                |                                |                                |                                |                                |                                |                                |                                |                                |                                |
| 2021 | Parabellum - Data: 23 lipca 2021 - Wydawca: Mascot Music / Music Theories                                                   |    |    |    |    |    |    | "—" pozycja nie była notowana. | "—" pozycja nie była notowana. | "—" pozycja nie była notowana. | "—" pozycja nie była notowana. | "—" pozycja nie była notowana. | "—" pozycja nie była notowana. | "—" pozycja nie była notowana. | "—" pozycja nie była notowana. | "—" pozycja nie była notowana. | "—" pozycja nie była notowana. |

### Albumy koncertowe
| 1989                           | Trial by Fire: Live in Leningrad - Data: 17 października 1989 - Wydawca: PolyGram Records                        | —   | 31 |
| 1998                           | Yngwie Malmsteen LIVE!! - Data: 26 października 1998 - Wydawca: Pony Canyon Inc.                                 | —   | —  |
| 2004                           | G3 Live: Rockin' in the Free World (oraz Joe Satriani, Steve Vai) - Data: 24 lutego 2004 - Wydawca: Epic Records | 156 | —  |
| "—" pozycja nie była notowana. | |     |    |

### Kompilacje
| 1991                           | The Yngwie Malmsteen Collection - Data: 1991 - Wydawca: Polydor Records                                       | —  | — |
| 1996                           | Inspiration - Data: 14 października 1996 - Wydawca: Pony Canyon Inc.                                          | 35 | 9 |
| 2000                           | Best of Yngwie Malmsteen: 1990-1999 - Data: 24 kwietnia 2000 - Wydawca: Dream Catcher Records                 | —  | — |
| 2001                           | Yngwie Malmsteen Archives - Data: 14 marca 2001 - Wydawca: Pony Canyon Inc.                                   | —  | — |
| 2001                           | Anthology: 1994-1999 - Data: 14 marca 2001 - Wydawca: Pony Canyon Inc.                                        | —  | — |
| 2002                           | Rising Force - Birth of the Sun - Data: 2002 - Wydawca: Powerline                                             | —  | — |
| 2002                           | The Genesis - Data: 22 listopada 2002 - Wydawca: Pony Canyon Inc.                                             | —  | — |
| 2004                           | Instrumental Best Album - Data: 21 stycznia 2004 - Wydawca: Pony Canyon Inc.                                  | —  | — |
| 2005                           | The Millennium Collection: The Best of Yngwie Malmsteen - Data: 24 maja 2005 - Wydawca: Universal Music Group | —  | — |
| 2006                           | Complete Box Polydor Years - Data: 13 grudnia 2006 - Wydawca: Universal Music Group                           | —  | — |
| 2008                           | Far Beyond the Rising Sun - Data: sierpień 2008 - Wydawca: Rising Force                                       | —  | — |
| 2009                           | High Impact - Data: 8 grudnia 2009 - Wydawca: Rising Force                                                    | —  | — |
| "—" pozycja nie była notowana. | |    |   |

## Wideografia
| 1985                           | Rising Force Live '85 (VHS) - Data: 1985 - Wydawca: PolyGram Records                                       | —   | —  | — |                         |
| 1989                           | Live In Leningrad: Trial by Fire (VHS) - Data: 1989 - Wydawca: PolyGram Records                            | —   | —  | — |                         |
| 1992                           | Yngwie Malmsteen Collection (VHS) - Data: 1992 - Wydawca: Polydor Records                                  | —   | —  | — |                         |
| 1993                           | Leo Fender Benefit Live (VHS) - Data: 1993 - Wydawca: Warner Bros. Records                                 | —   | —  | — |                         |
| 1984                           | Live At Budokan (VHS) - Data: 1984 - Wydawca: Pony Canyon Inc.                                             | —   | —  | — |                         |
| 1998                           | Yngwie Malmsteen LIVE!! (VHS) - Data: 26 października 1998 - Wydawca: Pony Canyon Inc.                     | —   | —  | — |                         |
| 2000                           | Yngwie Malmsteen Video Clips (VHS) - Data: 2 listopada 2000 - Wydawca: Pony Canyon Inc.                    | —   | —  | — |                         |
| 2002                           | Concerto Suite Live with Japan Philharmonic (DVD) - Data: 29 stycznia 2002 - Wydawca: Pony Canyon Inc.     | 17  | —  | — |                         |
| 2004                           | G3 Live: In Denver (DVD; oraz Joe Satriani, Steve Vai) - Data: 24 lutego 2004 - Wydawca: Epic Records      | —   | 2  | 5 | - RIAA: platynowa płyta |
| 2005                           | Concerto Suite for Guitar and Orchestra (DVD) - Data: 1 listopada 2005 - Wydawca: Eagle Rock Entertainment | —   | —  | — |                         |
| 2006                           | Far Beyond the Sun (DVD) - Data: 27 października 2006 - Wydawca: Universal Music Group                     | 132 | 15 | — |                         |
| 2009                           | Live Animal (DVD) - Data: 24 marca 2009 - Wydawca: Rising Force                                            | —   | —  | — |                         |
| 2009                           | Live in Korea (DVD) - Data: 13 października 2009 - Wydawca: Rising Force                                   | —   | —  | — |                         |
| 2010                           | Raw Live (DVD) - Data: 29 maja 2010 - Wydawca: Rising Force                                                | —   | 12 | — |                         |
| "—" pozycja nie była notowana. | |     |    |   |                         |

## Współpraca
| - Yngwie J. Malmsteen - gitara (od 1978), śpiew (od 2012) - Patrick Johansson - perkusja (od 2001) - Nick Marino - instrumenty klawiszowe (2005–2006, od 2010), śpiew (od 2003) - Ralph Ciavolino - gitara basowa (od 2012) - Wally Voss - gitara basowa (1986–1987) - Pete Barnacle - perkusja (1990) - Tommy Aldridge - perkusja (1996) - Jørn Lande - śpiew (2000-2001) - Tim Donahue - perkusja (2001) - Rudy Sarzo - gitara basowa (2004) - David Rosenthal - instrumenty klawiszowe (1996) | - Michael Storck - śpiew - Mark Boals - śpiew (1985–1986, 1996, 1999–2000, 2001) - Jeff Scott Soto - śpiew (1984–1985, 1986–1987) - Joe Lynn Turner - śpiew (1988–1989) - Göran Edman - śpiew (1990–1992) - Michael Vescera - śpiew (1993–1996) - Mats Levén - śpiew (1997–1998) - Doogie White - śpiew (2001–2008) - Tim "Ripper" Owens - śpiew (2008–2012) - Marcel Jacob - gitara basowa (1978–1981, 1985) - John Levén - gitara basowa (1981–1982) - Barry Dunaway - gitara basowa (1988–1989, 1992, 1996–1999) - Bob Daisley - gitara basowa (1988) - Svante Henryson - gitara basowa (1989–1992) - Barry Sparks - gitara basowa (1994–1996) - Randy Coven - gitara basowa (1999–2000, 2000–2001) - Mick Cervino - gitara basowa (2001–2004) - Bjorn Englen - gitara basowa (2008–2012) - Jens Johansson - instrumenty klawiszowe (1984–1989) - Mats Olausson - instrumenty klawiszowe (1989–2001) - Derek Sherinian - instrumenty klawiszowe (2001–2002, 2003–2004, 2006–2007) - Joakim Svalberg - instrumenty klawiszowe (2004–2005) - Michael Troy - instrumenty klawiszowe (2008–2010) - Zepp Urgard - perkusja (1978–1980) - Peter Udd - perkusja (1980–1982) - Barriemore Barlow - perkusja (1984) - Anders Johansson - perkusja (1985–1989) - Michael Von Knorring - perkusja (1989–1991) - Bo Werner - perkusja (1992) - Mike Terrana - perkusja (1993–1994) - Shane Gaalaas - perkusja (1995–1996) - Cozy Powell - perkusja (1997) - Jonas Östman - perkusja (1998) - John Macaluso - perkusja (1999–2001) |

## Publikacje
- Relentless: The Memoir, 2013, Wiley, ISBN 978-1-118-51771-0

## Filmografia
- Så jävla metal (2011, film dokumentalny, reżyseria: Yasin Hillborg)[30]